# رامز ديوب

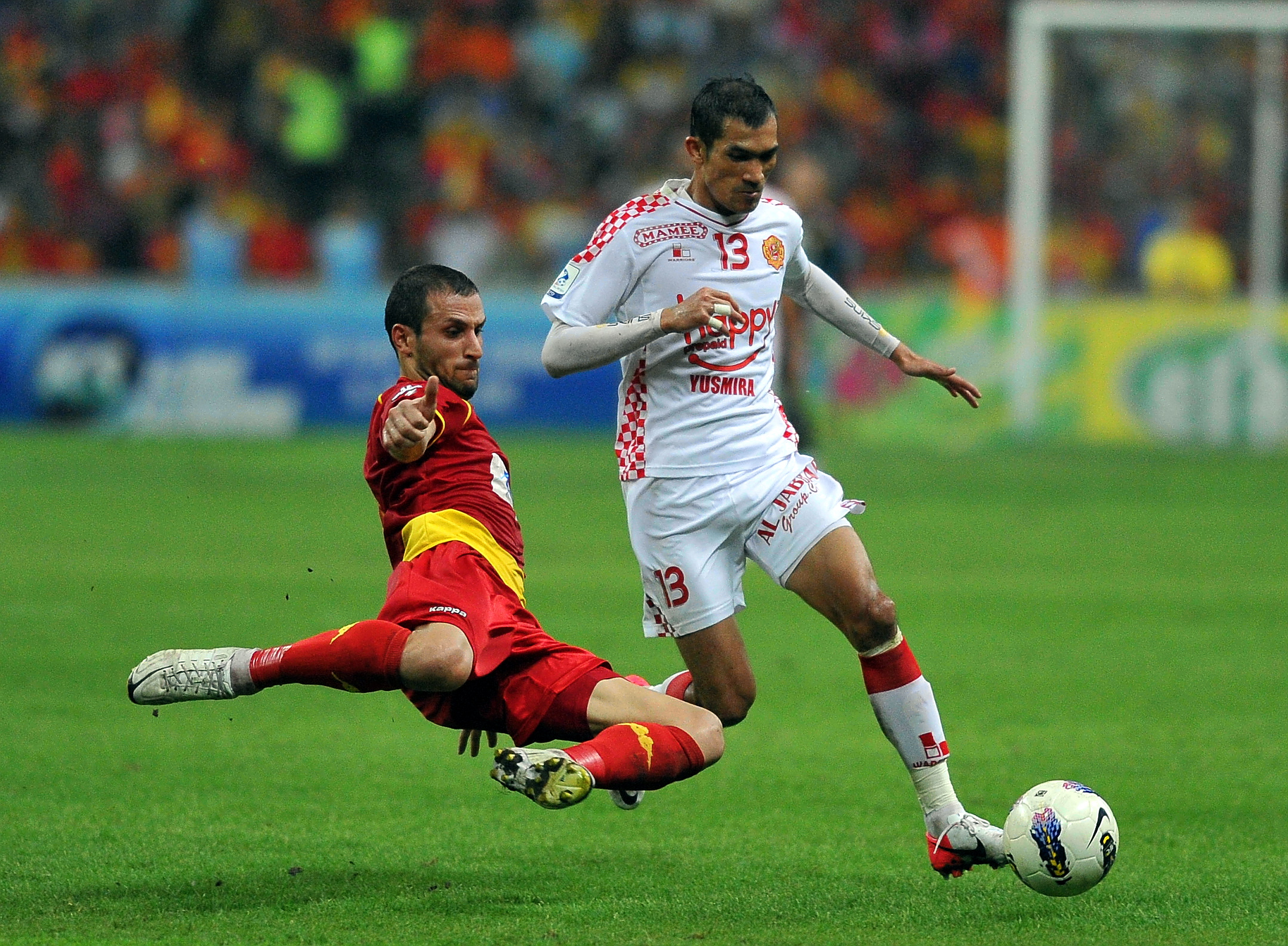

رامز ديوب (مواليد 9 أغسطس 1984 في بيروت) لاعب كرة قدم لبناني دولي يجيد اللعب في خط الدفاع . يلعب حاليا لصالح نادي الصفاء اللبناني منذ 2009 .

## روابط خارجية
- رامز ديوب على موقع قاعدة بيانات كرة القدم.إي يو (الإنجليزية)
- رامز ديوب على موقع ناشيونال فوتبول تيمز (الإنجليزية)